# Abdulsamed Abdullahi
Abdulsamed Abdullahi (Tilburg, 19 gennaio 1997) è un calciatore somalo con cittadinanza olandese, centrocampista del Novi Pazar e della nazionale somala.

## Carriera

### Club
Ha giocato tra la seconda e la terza divisione olandese e nella seconda divisione greca e nella prima divisione del Montenegro.

### Nazionale
Nel 2019 ha esordito in nazionale.

## Statistiche

### Presenze e reti nei club
Statistiche aggiornate al 17 febbraio 2022.
| Stagione             | Squadra              | Campionato           | Campionato | Campionato | Coppe nazionali | Coppe nazionali | Coppe nazionali | Coppe continentali | Coppe continentali | Coppe continentali | Altre coppe | Altre coppe | Altre coppe | Totale | Totale |
| Stagione             | Squadra              | Comp                 | Pres       | Reti       | Comp            | Pres            | Reti            | Comp               | Pres               | Reti               | Comp        | Pres        | Reti        | Pres   | Reti   |
| -------------------- | -------------------- | -------------------- | ---------- | ---------- | --------------- | --------------- | --------------- | ------------------ | ------------------ | ------------------ | ----------- | ----------- | ----------- | ------ | ------ |
| 2016-2017            | Kozakken Boys        | 2D                   | 17         | 2          | CO              | 0               | 0               |                    | -                  | -                  |             | -           | -           | 17     | 2      |
| 2017-2018            | Kozakken Boys        | 2D                   | 29         | 3          | CO              | 1               | 0               |                    | -                  | -                  |             | -           | -           | 30     | 3      |
| Totale Kozakken Boys | Totale Kozakken Boys | Totale Kozakken Boys | 46         | 5          |                 | 1               | 0               |                    | -                  | -                  |             | -           | -           | 47     | 5      |
| 2018-2019            | Jong Sparta          | 2D                   | 19         | 3          |                 | -               | -               |                    | -                  | -                  |             | -           | -           | 19     | 3      |
| 2019-2020            | Den Bosch            | EED                  | 19         | 1          | CO              | 1               | 0               |                    | -                  | -                  |             | -           | -           | 20     | 1      |
| 2020-2021            | Ergotelīs            | SL2                  | 17+5       | 0          |                 | -               | -               |                    | -                  | -                  |             | -           | -           | 22     | 0      |
| 2021-2022            | Ergotelīs            | SL2                  | 5          | 0          | CG              | 1               | 0               |                    | -                  | -                  |             | -           | -           | 6      | 0      |
| Totale Ergotelīs     | Totale Ergotelīs     | Totale Ergotelīs     | 27         | 0          |                 | 1               | 0               |                    | -                  | -                  |             | -           | -           | 28     | 0      |
| Totale carriera      | Totale carriera      | Totale carriera      | 111        | 9          |                 | 3               | 0               |                    | -                  | -                  |             | -           | -           | 114    | 9      |

### Cronologia presenze e reti in nazionale
| Cronologia completa delle presenze e delle reti in nazionale ― Somalia | Cronologia completa delle presenze e delle reti in nazionale ― Somalia | Cronologia completa delle presenze e delle reti in nazionale ― Somalia | Cronologia completa delle presenze e delle reti in nazionale ― Somalia | Cronologia completa delle presenze e delle reti in nazionale ― Somalia | Cronologia completa delle presenze e delle reti in nazionale ― Somalia | Cronologia completa delle presenze e delle reti in nazionale ― Somalia | Cronologia completa delle presenze e delle reti in nazionale ― Somalia |
| Data                                                                   | Città                                                                  | In casa                                                                | Risultato                                                              | Ospiti                                                                 | Competizione                                                           | Reti                                                                   | Note                                                                   |
| ---------------------------------------------------------------------- | ---------------------------------------------------------------------- | ---------------------------------------------------------------------- | ---------------------------------------------------------------------- | ---------------------------------------------------------------------- | ---------------------------------------------------------------------- | ---------------------------------------------------------------------- | ---------------------------------------------------------------------- |
| 5-9-2019                                                               | Gibuti                                                                 | Somalia                                                                | 1 – 0                                                                  | Zimbabwe                                                               | Qual. Mondiali 2022                                                    | -                                                                      | 83’                                                                    |
| 10-9-2019                                                              | Harare                                                                 | Zimbabwe                                                               | 3 – 1                                                                  | Somalia                                                                | Qual. Mondiali 2022                                                    | -                                                                      |                                                                        |
| 15-6-2021                                                              | Gibuti                                                                 | Gibuti                                                                 | 1 – 0                                                                  | Somalia                                                                | Amichevole                                                             | -                                                                      |                                                                        |
| 20-6-2021                                                              | Doha                                                                   | Oman                                                                   | 2 – 1                                                                  | Somalia                                                                | Coppa araba FIFA 2021 - Turno preliminare                              | -                                                                      | 92’                                                                    |
| 6-6-2024                                                               | Maputo                                                                 | Mozambico                                                              | 2 – 1                                                                  | Somalia                                                                | Qual. Mondiali 2026                                                    | -                                                                      | Cap. 55’                                                               |
| Totale                                                                 |                                                                        | Presenze                                                               | 5                                                                      |                                                                        | Reti                                                                   | 0                                                                      |                                                                        |

## Palmarès

### Club

#### Competizioni nazionali
- Campionato montenegrino: 1

Dečić: 2023-2024